# Scott Baker (darter)
Scott Baker (Dudley, 31 maart 1986) is een Engelse dartsspeler die uitkomt voor de PDC. Hij haalde zijn tourkaart voor 2019/2020 door op de UK Q-School van 2019 een finale op 18 januari te winnen. In het voorjaar van 2019 haalde Baker voor het eerst de halve finale bij een Players Championship toernooi.

## Resultaten op Wereldkampioenschappen

### BDO
- 2018: Laatste 32 (verloren van Andy Baetens 2–3)
- 2019: Laatste 16 (verloren van Glen Durrant 3-4)